# Do You Ever Think of Me
Do You Ever Think of Me è il primo singolo come solista del cantante pop britannico Antony Costa, componente del noto gruppo musicale Blue, pubblicato il 6 febbraio 2006 dall'etichetta discografica Globe Records.
Il brano, scritto da Anthony Costa, John McLaughlin, David Thomas e Simon Perry e prodotto da quest'ultimo, è stato il primo e unico singolo estratto dal disco di debutto del cantante, Heart Full of Soul.
Pubblicato in due differenti versioni, di cui una contenente il videoclip della canzone, il singolo ha raggiunto la diciannovesima posizione della classifica britannica dei singoli.

## Tracce
UK CD1
1. Do You Ever Think of Me (Radio Edit) - 3:15
2. Shine Your Light - 2:58

UK CD2
1. Do You Ever Think of Me (Radio Edit) - 3:15
2. Runaway Train - 3:07
3. Learn to Love Again - 2:54
4. Do You Ever Think of Me (Video) - 3:20

## Classifiche
| Classifica (2006) | Posizione raggiunta |
| ----------------- | ------------------- |
| Regno Unito       | 19                  |